# Право на повстання

Штурм Бастилії, один із символів Великої французької революції. День взяття Бастилії відзначається як національне свято.

Право на повстання (право на опір гнобленню, право на революцію) — у політичній філософії, право громадян будь-якими засобами, аж до збройної боротьби, захищати свої права та свободи від узурпаторів. Належить до природних прав, тобто не вимагає підтвердження нормами позитивного права.

## Історія ідеї
З найдавніших часів постійно стикалися два протилежні погляди закону: прихильники авторитарної влади дотримувалися принципу «закон є закон», а «закон — це наша воля», на що захисники свободи відповідали: «несправедливий закон не є закон» (Lex injusta non es lex).
Право на опір гнобленню присутній і в різних історичних епохах. У західній правовій традиції можна називати ім'я Фоми Аквінського, який говорив: «Тиранічний уряд несправедливий, бо він прагне не до загального блага, а до приватного блага того, хто править… і тому повстання, що піднімається проти такого уряду, не має бунтівного характеру». Обґрунтування права на опір гнобленню бере початок в античному праві на тирановбивство. У своїй праці Іоанн Солсберійський писав: «Вбити тирана не тільки законно, але й правильно і справедливо».
Ще одна важлива історична віха — Велика хартія вольностей 1215, одне з положень якої прямо говорить про право на повстання, більш того, прописує процедуру, яка повинна передувати його реалізації. Так, згідно з п. 61 барони, як друга сторона договору з королем, наділялися правом обрати: «Баронів з королівства, кого побажають, які повинні всіма силами берегти і охороняти і змушувати дотримуватися миру і вольності, які ми їм завітали…»
У XVI столітті, після Варфоломіївської ночі, протестантські письменники виразно висловлювалися на користь права на повстання. У памфлеті Vindiciae contra tyrannos (Единбург, 1579) дуже виразно стверджується право народу відмовити в покорі князю, який порушує свої обов'язки по відношенню до Бога і по відношенню до народу, і навіть його скинути; вся доктрина ґрунтується на ідеї договору, укладеного між королем і народом… Народ, під проводом своїх магістратів, може в цьому випадку скласти змову, щоб скинути князя. «Якщо тиран настільки сильний, що його можна повалити тільки силою зброї, представники народу можуть спонукати народ взяти зброю і вжити будь-який вид сили або хитрощі проти нього». Суарес, який написав 1603 р. трактат, має назву «Delegibus» («Про законах»), говорив про народний суверенітет, але думав, що, якщо одного разу народ відмовився від свого суверенітету, він втрачає право на його здійснення і повинен залишити управління обраному ним суверену. Тому він виправдовує повстання, тільки якщо суверен стає тираном.
Джон Локк стверджував: «Якщо володар не виправдовує довіри, люди мають право і навіть зобов'язані перестати йому підкорятися. Інакше кажучи, люди мають право на повстання». Саме в цей період відбувається визнання, що реалізація права на повстання повинна виступати як ultimum remedium (крайній захід). 

Це передбачено також у працях Гуго Гроція і Емері де Ваттеля, Самуеля Пуфендорфа, Руссо, Монтеск'є, Локка і Бентама. Об'єднує всі існуючі концепції ідея, що дане право передбачає певну оцінку діяльності уряду з точки зору деякого зовнішнього стандарту, і таким чином виступає кінцевим обмеженням на поведінку уряду.
Гуго Гроцій хоч і заперечував право народу на «законний бунт» проти суверенної влади, але вказував, що той государ, який проголошує себе ворогом свого народу, «тим самим зрікається своєї корони». Самуель фон Пуфендорф писав: «Право народу на повстання може бути допущено лише тому, що народу можна захищати себе, коли він доведений до крайності несправедливою жорстокістю із боку свого государя».
У 19 столітті знаменитий російський юрист Анатолій Федорович Коні в дисертації «Про право необхідної оборони» писав: «Народ, уряд якого прагне порушити його державний устрій, має в силу правової підстави необхідної оборони право революції, право повстання».
На сучасному етапі розвитку, також існує право на повстання Так Любомир Гузар вважає, що право на повстання є «законом природи». Він стверджує «Коли влада вживає надмірну силу, народ має право збройно боронитися. Кожен із нас має право боронитися, — заявив він і додав. — Влада, яка б'є лише за те, що когось не любить, показує тим свою неміч».
Як говорить український конституціоналіст Всеволод Речицький: "Це право означає, що народ може перевернути все «догори дном», встановити інший порядок, вибрати нову (кращу) владу і почати все з чистого аркуша. І це конституційна норма! Тобто справжня Конституція охороняє права народу та громадянського суспільства так, що дозволяє повне скасування хворого правопорядку з метою заміни його «хаосом народного повстання».
Свого часу Дольф Штенбергер сформулював тезу про так званий «несвоєчасний опір»: «в часи нацистського режиму був один тиран і мало опору; сьогодні багато опору і жодного тирана». Чим вище готовність населення відреагувати на будь-яке відхилення з боку чинної влади від вимог верховенства права, стандартів good governance … у формі мирного опору, тим нижча ймовірність того, що колись доведеться звернутися до повстання і навіть до революції. Це і стало основною думкою А. Кауфмана в його статті «Small Scale Right to Resist». Право на опір — це, в першу чергу, не великі, героїчні подвиги (часто не досягають бажаної мети). Це повсякденне життя. Опір в невеликому масштабі.

## Загальна характеристика
Суспільство має природне право на захист своїх прав при порушені народного суверенітету та людської гідності.
Право на повстання як насильницька форма спротиву розглядається як конституційний еквівалент права на необхідну оборону, крайній засіб (ultimaratio), до якого звертаються у разі неможливості ефективно захистити свої права за допомогою інших правових механізмів, що реалізуються в умовах демократичного режиму.
Найдієвішим механізмом такого захисту є відкликання влади народом. Коли не відбувається заміна влади, народ має законне право на повстання і розв'язання проблеми збройним шляхом. Організація Об'єднаних Націй визнає правомірність повстання за таких умов:
1. наявність у державі, де відбулося повстання, тиранії і гноблення;
2. наявність у повстанців спеціальної мети у вигляді усунення тиранії і гноблення;
3. відсутність у правовій системі держави ефективних і доступних для народу правових засобів для усунення тиранії і гноблення.

Право на повстання відрізняється від звичних для нас правових вимог. Адже право на повстання:
1. не можна захистити в суді;
2. воно не передбачає наявності певної вимоги, воно не нав'язує те чи інше предметне обмеження на правителів безпосередньо, це скоріше якийсь стандарт щодо поведінки публічної влади;
3. право на опір може здійснюватися у формі повстання, тобто включати в себе дії, які, за нормальних обставин, розглядалися б як незаконні.

Умови реалізації права на повстання
1. Більшість громадян підтримує застосування сили або революціонери сумлінно і розумно виходять з віри в те, що більшість погодилася б з ними, якби знало про відповідні обставини застосування такої сили; «Революція не починається з того, що якась нова могутня сила атакує державу. Вона починається з раптового усвідомлення майже всіма активними і пасивними учасниками, що цієї держави більше немає»;
2. Застосування сили має бути останнім засобом (тут знову можна згадати про Загальної декларації прав людини: якщо людина змушена, вона може вдатися, як до останнього засобу до повстання проти тиранії і гноблення; опір є ultimateratio і повинно бити пропорційним — слова А. Кауфмана, що стали класикою;
3. Причиною застосування сили має бути пригнічення з боку держави у вигляді істотних порушень конституції або фундаментальних прав людини; як каже А. Кауфман, повстання можливе у разі грубого зловживання з боку публічної влади; уряд повинен однозначно проявити себе як агресора, який зазіхав на загальне благо, основні права людини, незаконність його дій повинна бути, так би мовити, написана на його обличчі;
4. Застосування сили має бути спрямоване проти деспотичного (пригнічувала) уряду, а не проти цивільних осіб.

Перша умова отримало назву принципу демократії, заснованого на ідеї народного суверенітету. Принцип демократії включає в себе два елементи: (а) громадянство і (б)підтримка більшості.
Вимога громадянства випливає з думки, що тільки народ як сторона суспільного договору в певній державі може реагувати на утиски з боку уряду.
Друга вимога об'єднує в собі принцип пропорційності і принцип субсидіарності. Згідно з останнім, якщо є більш м'який спосіб повалити деспотичний уряд, він має застосовуватися в першу чергу. Право на революцію має бути обумовлене вичерпанням ненасильницьких засобів, наприклад, конституційних методів, мирних протестів, громадянської
непокори, пасивного опору і т. д. При цьому важливо, щоб такі альтернативні засоби були не формальними; вони повинні бути ефективними.

## Правове закріплення
Генеральна Асамблея ООН 10 грудня 1948 року проголосила Загальну декларацію прав людини, у преамбулі якої зазначила: «…Беручи до уваги, що зневажання і нехтування правами людини призвели до варварських актів, які обурюють совість людства, і що створення такого світу, в якому люди будуть мати свободу слова і переконань і будуть вільні від страху і нужди, проголошено як високе прагнення людей; і беручи до уваги, що необхідно, щоб права людини охоронялися силою закону з метою забезпечення того, щоб людина не була змушена вдаватися як до останнього засобу до повстання проти тиранії і гноблення».
З процитованого слідує, що право на повстання існує.
У низці західних держав подібна форма протесту проти тиранії взагалі чітко прописана в Основному законі країни. Наприклад, у Декларації Незалежності США повстання є не просто правом, а обов'язком громадян. «Обов'язком перед Богом», — як недвозначно писав про це третій американський президент Томас Джефферсон.
В Основному законі Естонії, прийнятому в 1992 році, ч. 2 ст. 54 говорить: «Кожен громадянин Естонії має право, за відсутністю інших засобів, надавати спробам насильницького зміни конституційного ладу опір з власної ініціативи».
У ст. 23 Хартії основних прав і свобод Чехії 1991 сказано: «Громадяни мають право чинити опір кожному, хто зазіхає на демократичний порядок здійснення прав людини та основних свобод, встановлений Хартією, якщо діяльність конституційних органів і дієве використання коштів, передбачених законом, виявляються неможливими».
Частина 4 ст. 20 Основного закону Німеччини свідчить: «Всі німці мають право на опір кожному, хто спробує усунути цей лад, якщо інші засоби неможливі». Ідея даного положення навіяна досвідом нацизму, що прийшов до влади законним шляхом, а потім знищив встановлений конституційний лад.
Конституції Словаччини, ст. 32: «Громадяни мають право чинити опір кожному, хто зазіхає на здійснення демократичних прав і свобод людини і громадянина, передбачених цією Конституцією, якщо діяльність конституційних органів і дієве використання коштів, передбачених законом, виявляються неможливими».
У ст. 3 Конституції Литви від 1992 р. зазначається, що «народ і кожен громадянин має право протидіяти будь-якому, хто насильницьким шляхом посягає на незалежність, територіальну цілісність, конституційний лад Литовської держави».
В Основному законі Греції ч. 4 ст.120 написано: «Дотримання Конституції довіряється патріотизму греків, які правочинні і зобов'язані чинити опір всіма засобами всякій спробі скасувати її шляхом насильства».
Ст. 21 Конституції Португалії: «Кожен користується правом чинити опір будь-якому наказу, який завдає шкоди його правам і свободам та їх гарантіям, а також застосовувати силу для відсічі будь-якого нападу, якщо неможливо звернутися до представників влади».
По суті, мова йде про право на особисту самооборону в широкому сенсі цього слова, що в певних ситуаціях може означати і дії на захист конституційного ладу.

## Закріплення та реалізація в Україні
Згідно з Конституцією України, українці мають право на повстання. Це випливає з низки положень Конституції: ст. 22 Конституції України: «Права і свободи людини і громадянина, закріплені цією Конституцією, не є вичерпними. Конституційні права і свободи гарантуються і не можуть бути скасовані. При прийнятті нових законів або внесенні змін до чинних законів не допускається звуження змісту та обсягу існуючих прав і свобод».
ст. 3 Конституції України: «Людина, її життя і здоров'я, честь і гідність, недоторканність і безпека визнаються в Україні найвищою соціальною цінністю. Права і свободи людини та їх гарантії визначають зміст і спрямованість діяльності держави. Держава відповідає перед Людиною за свою діяльність. Утвердження і забезпечення прав і свобод людини є головним обов'язком держави».
Іншими словами, Конституція втрачає сенс, якщо в Україні відбувається підміна її найвищої цінності, якщо система української державності не буде орієнтована на користь її громадян, на реалізацію їхніх прав і свобод. Усі органи державної влади зобов'язані визнавати, дотримуватися і захищати права всіх громадян України.
Далі, ч. 2 ст. 5 Конституції України вказує: «Носієм суверенітету і єдиним джерелом влади в Україні є народ». Оскільки джерелом влади є народ, то систематичне порушення прав і свобод громадян України державними органами є незаконним привласненням і захопленням влади, що належить народові, посадовими особами державних органів.
У п.п. 3,4 ст. 5 Конституції України зазначається: «Право визначати і змінювати конституційний лад в Україні належить виключно народові і не може бути узурповане державою, її органами або посадовими особами. Ніхто не може узурпувати державну владу».
Громадянам України, які реалізують своє невід'ємне право на повстання, не може бути інкримінована ст. 109 Кримінального кодексу України («Дії, спрямовані на насильницьку зміну чи повалення конституційного ладу або на захоплення державної влади»), — оскільки право на повстання реалізується не з метою повалення чи насильницької зміни конституційного ладу, а з метою його збереження.
Події кількох років перед лютим 2014 р. в Україні цілком підпадають під визначення «узурпація влади і порушення права громадян на свободу та гідність». В цей період було здійснено повалення конституційного ладу. Владні структури почали тиснути на громадян, порушуючи кримінальні провадження проти них. Зростала масовість злочинів режиму проти громадян, порушуються їхні права та обов’язки. Невиконання і відсутність будь-яких дій з боку держави дала народові легітимне право на повстання.
Підставами, що зумовили правомірність повстання проти режиму стали такі обставини:
1. Порушення принципів демократії урядом, узурпація ним влади.
2. Порушення урядом Конституції і прав людини, зокрема: права на життя; на повагу та гідне життя; на здоров'я; на свободу; на особисту недоторканність та ін.
3. Уряд виявив себе як агресор, який зазіхав на загальне благо людей.
4. Зловживання правом, з боку публічної влади.
5. Нехтування незалежністю держави.[13]